# بيوفوتونيك

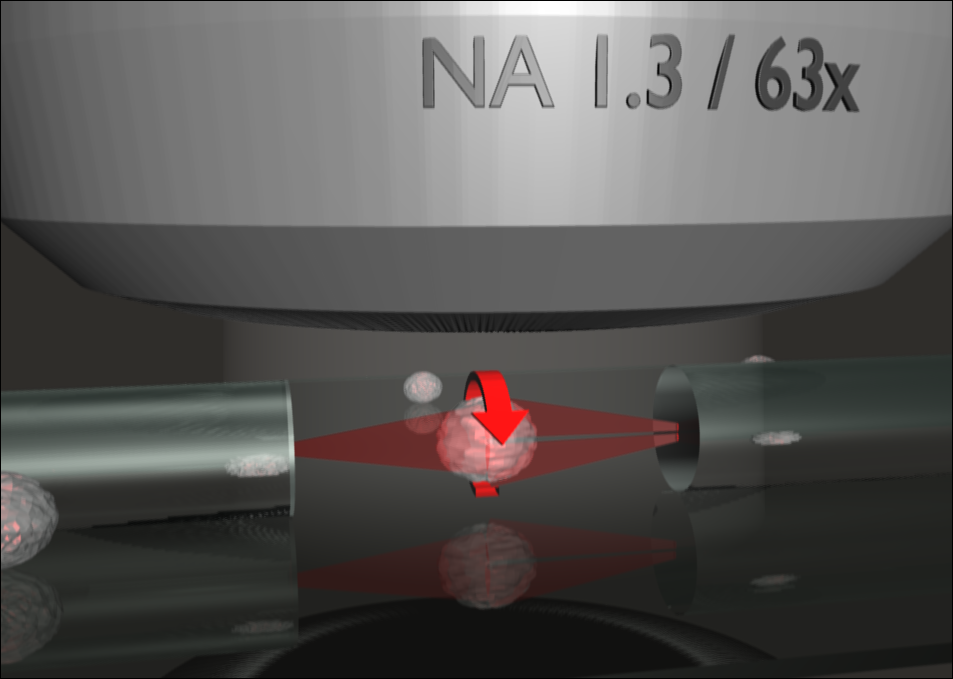

البيوفوتونيك (بالإنجليزية: Biophotonics)‏ هو اختصاص من الفيزياء الحيوية الذي يقوم بدراسة تقنيات الإنتاج والتحكم والاستشعار الفيزيائي للفوتونات بهدف سبر المادة الحيّة وتفاعلاتها الكميائية. وهي كلمة تصف بصفة عامة التفاعل بين المادة الحيّة (مركب كيميائي، خلية، نسيج...) وإشعاع كهرومغناطيسي، سواء بالانعكاس أو الامتصاص أو الانتشار. وله العديد من التطبيقات، ومنها المجهر البؤري والمسح المجهري بالليزر البؤري (بالإنجليزية: Confocal laser scanning microscopy)‏ الذي يقوم بإنتاج صور عالية لدراسة بيولوجيا الخلايا أو لتشخيص أمراض الشبكية.